# 太鲁阁木蓝
太鲁阁木蓝（学名：Indigofera ramulosissima）为豆科木蓝属下的一个种。